# Zelotes kuntzi
Zelotes kuntzi är en spindelart som beskrevs av Denis 1953. Zelotes kuntzi ingår i släktet Zelotes och familjen plattbuksspindlar. Inga underarter finns listade i Catalogue of Life.